# 学位規則
学位規則（がくいきそく、昭和28年4月1日文部省令第9号）は、学校教育法（昭和22年法律第26号）の第68条の2の規定に基づいて、学位に関して定めた文部省令で、日本の法令の1つである。学位の授与にかかわる条件や手続き、学校教育法において「文部科学大臣が定める学位」となっているものを「専門職学位」とすること、学位における専攻分野と授与大学・授与機関の付記などについて定めている。
なお、学位規則（昭和28年文部省令第9号）の第13条に基づいて、論文審査の方法、試験及び学力の確認の方法等について、各大学が定めている学位規程も学位規則と呼ばれることがある（例: 長崎大学学位規則）。

## 学位規則に定める学位の種類
- 第2条　学士の学位
- 第2条の2　専門職大学を卒業した者等に対する文部科学大臣の定める学位（以下「専門職学位」）
  - 専門職大学を卒業した者　学士（専門職）
  - 専門職大学の前期課程を修了した者　第5条の5に規定する短期大学士（専門職）
- 第3条　修士の学位
- 第4条　博士の学位
- 第5条の2　専門職大学院の課程を修了した者に対する専門職学位
  - 専門職大学院（以下を除く）を修了した者　修士（専門職）
  - 法科大学院を修了した者　法務博士（専門職）
  - 教職大学院を修了した者　教職修士（専門職）
- 第5条の4　短期大学士の学位
- 第5条の5　短期大学士（専門職）の学位

## 改正履歴
- 2005年（平成17年）改正（同年10月1日施行）：短期大学士の学位を設ける。
- 2007年（平成19年）3月1日改正（同年4月1日施行）[1]：教職修士（専門職）の学位を設ける。
- 2013年（平成25年）3月11日改正（同年4月1日施行）[2]：やむを得ない事由がある場合を除き、博士論文はインターネット利用による公表（大学等の機関リポジトリでの公開）が原則となった。